# Österreichische Fußballmeisterschaft 1982/83
Die Österreichische Fußballmeisterschaft 1982/83 wurde vom Österreichischen Fußball-Bund ausgerichtet. Als Unterbau zur 1. Division diente die eingleisig geführte 2. Division. Als dritte Leistungsstufe fungierten die Regionalliga West (Salzburg, Tirol, Vorarlberg) sowie die Landesligen von Wien, Niederösterreich, dem Burgenland, Kärnten, Oberösterreich und der Steiermark.

## Erste Leistungsstufe – 1. Division

### Aufstockungspläne
Bei einer Sitzung des Spielausschusses am 17. Februar 1981 in Graz hatten sich acht der zehn Klubs für eine Aufstockung auf 16 Vereine ausgesprochen (nur die zwei Austria, nämlich Wien und Salzburg, waren dagegen). Am 28. Juni 1981 gab es daraufhin in Wien eine außerordentliche Hauptversammlung des ÖFB, die sich aber klar gegen diese Pläne bzw. schon solche für 1981/82 aussprach (siehe dazu bitte Ausführungen im Artikel zur Meisterschaft 1981/82). Jedoch setzten sich letztlich die Reformer (ÖFB-Präsidiumssitzung vom 16. Mai 1982) durch, ab dieser gegenständlichen Saison wurde mit 16 Klubs gespielt. Dieses System hielt bis einschließlich des Spieljahres 1984/85, danach wurde ein neues Format mit 12 Vereinen in der ersten und 12 Vereinen in der zweiten Division mit einem Grunddurchgang und darauf folgend einer Meister Play Off, einer Mittleren Play Off und einer Unteren Play Off eingeführt. Ab 1993/94 wurde zur Zehnerliga zurückgekehrt (die 2. Division wurde ab damals mit 16 Vereinen ausgetragen, ehe ab 1998/99 auch dort mit 10 Klubs fortgesetzt wurde).(Quellen: Internetseite «FUSSBALL IN ÖSTERREICH»)

### Meisterschaftsverlauf
Die Meisterschaft begann am Wochenende 20. bis 22. August, nach 15 Runden (27. November) ging es in die Winterpause, die Fortsetzung gab es am 19./20. März und am 24./25. Juni wurde die letzte Runde gespielt.
Rapid hatte schon vier Zähler vor Austria geführt, gab mit dem 0:0 bei SK Sturm Graz am 23. April einen Punkt ab, noch überraschender kam aber am 7. Mai die 1:2-Niederlage bei Nachzügler SC Neusiedl am See, weshalb der Tabellenstand nur mehr 35 zu 34 Punkte lautete. Mit dem 3:0-Sieg im Wiederholungsspiel am 12. Mai gegen Austria (siehe bitte "Weitere Anmerkungen") gab es zwar wieder "etwas Luft", jedoch wurde der gesamte Vorsprung mit dem Heim-1:1 gegen SSW Innsbruck am 15. Mai und der 0:3-Niederlage beim Linzer ASK am 28. Mai vertan. Im Match in Linz erlitt Hans Krankl zudem einen Seitenbandriss im linken Knie und fiel für die restlichen vier Matches aus. Es gab ab diesem Zeitpunkt ein Kopf-an-Kopf-Rennen der beiden großen Wiener Klubs, die ihre weiteren Matches allesamt und somit auch in der letzten Runde gewannen. Für beide Teams gab es am 25. Juni Duelle mit einem Vertreter aus dem Burgenland. Rapid trat im Lindenstadion in Eisenstadt an – und es wurde 4:0 gewonnen, was den 27. Meistertitel (und das Double) bedeutete. Austria hatte mit dem Heimspiel gegen den SC Neusiedl die etwas leichtere Aufgabe, holte einen klaren 8:0-Sieg (wobei Felix Gasselich einen Elfmeter nicht unterbrachte – und wenn nicht gegen die inferioren Gäste zu viele weitere Chancen vergeben worden wären, hätte sogar noch der Titel erreicht werden können). Aus Sicht der Austria wurde die Meisterschaft wohl auch deshalb nicht gewonnen, weil gegen den Rivalen Rapid mit dem 0:0 in der 2. Runde im Hanappi-Stadion (27. August) und dem weiter oben erwähnten Heim-0:3 nur ein Punkt gelungen war.

Bereits weit abgeschlagen war der Drittplatzierte, SSW Innsbruck, der sich aber dank der besseren Tordifferenz (selbst bei einem Sieg von Sturm Graz beim Wiener Sport-Club, es gab ein 2:2) eine knappe Niederlage bei SK Austria Klagenfurt (Resultat 3:1 für die Kärntner) leisten konnte.

Im Abstiegskampf konnte sich der FC Union Wels in der letzten Runde mit einem 3:1 über den LASK noch retten, während die vor der letzten Runde am drittletzten Rang platziert gewesene First Vienna FC 1894 beim Grazer AK ein 0:7-Debakel erlitt.

#### Statistik
Nach dem Herbst hatte Rapid mit 25 Punkten vor der Austria (23) und Innsbruck (20) geführt. Ein Quartett mit Wels und Simmering (je 9 Punkte) und Neusiedl und Vienna (je 6) war auf den letzten Rängen gegeben. Genau umgekehrt, Austria 25, Rapid 23, lautete die Frühjahrstabelle, in welcher Simmering nur zwei Punkte holte und sieglos geblieben war.

Rapid führt die Heimtabelle mit 26 Punkten vor SV Austria Salzburg (24) an; Simmering als Letzter erreichte 7 Zähler. Auswärts lautete die Reihung Austria mit 24 vor Rapid mit 22. Recht konträr ist die Bilanz von Eisenstadt in diesen Spezifizierungen: 13 Heimpunkte bedeuteten den vorletzten, aber 16 Auswärtspunkte den dritten Platz. Gleich fünf Klubs blieben auswärts sieglos: 4 Unentschieden gab es für den LASK, für Neusiedl und Simmering, 3 für Wels und 2 für Simmering.

#### Weitere Anmerkungen
- Das 158. «Wiener Derby», welches am 26. März einen 1:0-Auswärtssieg von Rapid gebracht hatte, wurde am 12. Mai wiederholt und brachte nun einen 3:0-Sieg für Rapid. Bei den Hütteldorfern hatte Rudolf Weinhofer unberechtigt teilgenommen (wie es hieß, wegen eines "organisatorischen Versehens, mit dem Rapid nichts zu tun hatte")[6]
- Absteiger 1. Simmeringer SC wurde mit Wirkung 27. Juni, also nach Meisterschaftsende, wegen Nichtbezahlung der Ablösesumme für den vom FC Admira/Wacker erworbenen Heinrich Strasser vom zuständigen Senat II des ÖFB gesperrt, was praktisch nur symbolischen Wert hatte[7]

### Abschlusstabelle
| Pl. | Verein                    | Sp. | S  | U  | N  | Tore    | Diff. | Punkte |
| --- | ------------------------- | --- | -- | -- | -- | ------- | ----- | ------ |
| 1.  | SK Rapid Wien (M)         | 30  | 20 | 8  | 2  | 072:180 | +54   | 48     |
| 2.  | FK Austria Wien (C)       | 30  | 22 | 4  | 4  | 076:270 | +49   | 48     |
| 3.  | SSW Innsbruck             | 30  | 13 | 12 | 5  | 055:360 | +19   | 38     |
| 4.  | SK Sturm Graz             | 30  | 16 | 5  | 9  | 050:330 | +17   | 37     |
| 5.  | SV Austria Salzburg       | 30  | 14 | 6  | 10 | 045:340 | +11   | 34     |
| 6.  | SK Austria Klagenfurt (N) | 30  | 13 | 6  | 11 | 052:490 | +3    | 32     |
| 7.  | Grazer AK                 | 30  | 12 | 8  | 10 | 040:400 | ±0    | 32     |
| 8.  | SK VOEST Linz             | 30  | 12 | 8  | 10 | 041:420 | −1    | 32     |
| 9.  | SC Eisenstadt (N)         | 30  | 8  | 13 | 9  | 041:480 | −7    | 29     |
| 10. | FC Admira/Wacker          | 30  | 9  | 9  | 12 | 042:470 | −5    | 27     |
| 11. | Wiener Sport-Club         | 30  | 10 | 7  | 13 | 044:600 | −16   | 27     |
| 12. | Linzer ASK                | 30  | 9  | 7  | 14 | 042:490 | −7    | 25     |
| 13. | SC Neusiedl am See (N)    | 30  | 7  | 7  | 16 | 029:490 | −20   | 21     |
| 14. | FC Union Wels (N)         | 30  | 6  | 8  | 16 | 027:460 | −19   | 20     |
| 15. | First Vienna FC 1894 (N)  | 30  | 7  | 5  | 18 | 025:610 | −36   | 19     |
| 16. | 1. Simmeringer SC (N)     | 30  | 2  | 7  | 21 | 020:620 | −42   | 11     |

| (M) | Österreichischer Meister 1981/82 |
| (C) | ÖFB-Cup-Sieger 1981/82           |
| (N) | Neuaufsteiger der Saison 1981/82 |

### Torschützenliste
|    | Tore    | Spieler             | Verein            |
| -- | ------- | ------------------- | ----------------- |
| 1  | 23 Tore | Johann Krankl       | SK Rapid Wien     |
| 2. | 19 Tore | Božo Bakota         | SK Sturm Graz     |
| 3. | 18 Tore | Gerald Haider       | SK VOEST Linz     |
|    |         | Gerhard Steinkogler | FK Austria Wien   |
| 5. | 16 Tore | Peter Pacult        | Wiener Sport-Club |

siehe auch Liste der besten Torschützen Österreichs

### Die Meistermannschaft der SK Rapid Wien
Herbert Feurer, Karl Ehn – Bernd Krauss, Kurt Garger, Johann Pregesbauer, Heribert Weber, Reinhard Kienast, Johann Gröss, Antonín Panenka, Johann Krankl, Petar Brucic, Christian Keglevits, Michael Keller, Helmut Hofmann, Rudolf Weinhofer, Leopold Lainer, Vukan Perović, Anatoli Sintschenko, Gerald Willfurth – Trainer: Otto Barić

## Zweite Leistungsstufe – 2. Division

### Abschlusstabelle
| Pl. | Verein                    | Sp. | S  | U  | N  | Tore    | Diff. | Punkte |
| --- | ------------------------- | --- | -- | -- | -- | ------- | ----- | ------ |
| 1.  | SV St. Veit/Glan          | 30  | 16 | 8  | 6  | 049:350 | +14   | 40     |
| 2.  | Favoritner AC             | 30  | 18 | 4  | 8  | 038:260 | +12   | 40     |
| 3.  | Badener AC (N)            | 30  | 16 | 6  | 8  | 051:310 | +20   | 38     |
| 4.  | IG Bregenz/Dornbirn (N)   | 30  | 14 | 9  | 7  | 041:240 | +17   | 37     |
| 5.  | SV Flavia Solva Wagna     | 30  | 13 | 8  | 9  | 034:270 | +7    | 34     |
| 6.  | SK Vorwärts Steyr (N)     | 30  | 11 | 11 | 8  | 039:280 | +11   | 33     |
| 7.  | SV Spittal/Drau (N)       | 30  | 10 | 11 | 9  | 038:370 | +1    | 31     |
| 8.  | Salzburger AK 1914        | 30  | 10 | 11 | 9  | 033:330 | ±0    | 31     |
| 9.  | Donawitzer SV Alpine      | 30  | 12 | 6  | 12 | 040:310 | +9    | 30     |
| 10. | Kapfenberger SV           | 30  | 10 | 9  | 11 | 033:370 | −4    | 29     |
| 11. | Wolfsberger AC            | 30  | 10 | 7  | 13 | 038:390 | −1    | 27     |
| 12. | ASK Salzburg              | 30  | 8  | 9  | 13 | 030:360 | −6    | 25     |
| 13. | WSG Swarovski Wattens (N) | 30  | 6  | 13 | 11 | 031:380 | −7    | 25     |
| 14. | Villacher SV              | 30  | 8  | 8  | 14 | 040:460 | −6    | 24     |
| 15. | FC Zell am See (N)        | 30  | 6  | 11 | 13 | 027:520 | −25   | 23     |
| 16. | UFC Purbach (N)           | 30  | 3  | 7  | 20 | 031:730 | −42   | 13     |

| (N) | Neuaufsteiger der Saison 1981/82 |

## Dritte Leistungsstufe

### Aufstieg Gruppe Ost
Aufstiegsspiele Gruppe Ost
1. Runde
|            | Gesamt |              | Hinspiel | Rückspiel |
| ---------- | ------ | ------------ | -------- | --------- |
| SV Neuberg | 4:2    | SV Schwechat | 1:1      | 3:1       |

Qualifikation
|            | Gesamt |            | Hinspiel | Rückspiel |
| ---------- | ------ | ---------- | -------- | --------- |
| Kremser SC | 10:10  | SV Neuberg | 3:0      | 7:1       |

### Aufstieg Gruppe Mitte
Abschlusstabelle 
| Pl. | Verein         | Sp. | S | U | N | Tore    | Diff. | Punkte |
| --- | -------------- | --- | - | - | - | ------- | ----- | ------ |
| 1.  | ASK Voitsberg  | 4   | 3 | 1 | 0 | 007:300 | +4    | 07     |
| 2.  | SV Gmunden     | 4   | 1 | 1 | 2 | 003:500 | −2    | 03     |
| 3.  | SV Rapid Lienz | 4   | 1 | 0 | 3 | 005:700 | −2    | 02     |

### Regionalliga West
Abschlusstabelle 
| Pl. | Verein              | Sp. | S  | U  | N  | Tore    | Diff. | Punkte |
| --- | ------------------- | --- | -- | -- | -- | ------- | ----- | ------ |
| 1.  | SC Kufstein         | 24  | 13 | 8  | 3  | 050:220 | +28   | 34     |
| 2.  | VfB Hohenems (N)    | 24  | 11 | 9  | 4  | 055:250 | +30   | 31     |
| 3.  | SC Kundl            | 24  | 12 | 5  | 7  | 046:300 | +16   | 29     |
| 4.  | Dornbirner SV       | 24  | 9  | 11 | 4  | 026:260 | ±0    | 29     |
| 5.  | SC Schwaz (N)       | 24  | 10 | 7  | 7  | 032:300 | +2    | 27     |
| 6.  | USV Salzburg        | 24  | 9  | 7  | 8  | 042:330 | +9    | 25     |
| 7.  | SC Admira Dornbirn  | 24  | 9  | 7  | 8  | 030:320 | −2    | 25     |
| 8.  | SC Austria Lustenau | 24  | 7  | 9  | 8  | 023:320 | −9    | 23     |
| 9.  | SC Imst (N)         | 24  | 7  | 7  | 10 | 032:470 | −15   | 21     |
| 10. | FC Höchst           | 24  | 8  | 5  | 11 | 034:400 | −6    | 21     |
| 11. | SK Rum              | 24  | 7  | 5  | 12 | 036:490 | −13   | 19     |
| 12. | SC Tamsweg          | 24  | 4  | 7  | 13 | 030:480 | −18   | 15     |
| 13. | FC Götzis           | 24  | 4  | 5  | 15 | 029:510 | −22   | 13     |

| (N) | Neuaufsteiger der Saison 1981/82 |